# Amal Amjahid
Amal Amjahid (Sint-Agatha-Berchem, 28 oktober 1995) is een Belgisch jiujitsu-ster met Marokkaanse roots. Ze is meervoudig wereld- en Europees kampioene in de discipline ne waza.

## Levensloop
Amjahid begon op haar zevende, in 2002, met jiujitsu. In 2013 werd ze voor het eerst wereldkampioene ne waza.
In 2008 richtten haar ouders de Cens Academy op te Molenbeek. 
Op de Wereldspelen 2017 behaalde ze tweemaal goud, in haar eigen gewichtsklasse en in de open klasse. In 2018 veroverde ze in het Zweedse Malmö haar zevende wereldtitel en in november 2021 haar 9e te Abu Dhabi.
In 2018 werd ze Brusselaar van het jaar (categorie sport) en stond ze als nummer één op de wereldranglijst in de categorie -55.

## Palmares
- 2013:  EK IBJJF, blauwe gordel, vedergewicht[6]
- 2013:  WK IBJJF, blauwe gordel, vedergewicht[7]
- 2014:  EK IBJJF, paarse gordel, vedergewicht[8]
- 2014:  WK IBJJF, paarse gordel, lichtvedergewicht[9]
- 2015:  EK IBJJF, bruine gordel, vedergewicht[10]
- 2015:  EK IBJJF, bruine gordel, open klasse
- 2017:  EK IBJJF, bruine gordel, vedergewicht[11]
- 2017:  EK IBJJF, bruine gordel, open klasse
- 2017:  WK IBJJF, bruine gordel, vedergewicht[12]
- 2018:  EK IBJJF, bruine gordel, vedergewicht[13]
- 2018:  EK IBJJF, bruine gordel, open klasse
- 2018:  EK UAEJJF, zwarte gordel, -55 kg[14]
- 2019:  EK IBJJF, zwarte gordel, lichtvedergewicht[15]